# Aeroportul Imelda R. Marcos
Aeroportul Imelda R. Marcos (IATA: MXI, ICAO: RPMQ) este un aeroport din Mati⁠(d), Davao Oriental⁠(d), Davao Region⁠(d), Filipine ce deservește zona Mati⁠(d). Aeroportul a fost tranzitat în 2003 de 691 de pasageri.
Situat la o altitudine de 48 m, aeroportul dispune de o singură pistă. Este operat de Civil Aviation Authority of the Philippines⁠(d).